# Hunter Valentine
Hunter Valentine ist eine Alternative-Rock-Band aus Toronto, Ontario. 
Die Band besteht aus Kiyomi McCloskey, Laura Petracca und Adrienne Lloyd. Hunter Valentine ist eine Girlband, die besonders im Süden Ontarios bekannt ist. 2004 gründeten Kiyomi, Laura und Adrienne Hunter Valentine und unterschrieben im Herbst 2006 einen Vertrag mit True North Records. Ihr erstes Album The Impatient Romantic erschien am 10. April 2007.

## Mitglieder
Kiyomi McCloskey ist die Leadgitarristin und Sängerin der Band Hunter Valentine. Sie wurde unter anderem inspiriert von Neil Young, den Rolling Stones, Robert Johnson und Lucinda Williams.
Laura Petracca spielt das Schlagzeug bei Hunter Valentine. Sie lernte das Schlagzeug sehr frühzeitig und hatte erfolgreich bei vielen Wettbewerben teilgenommen. Sie wurde von zahlreichen Rock- und Grunge-Rock-Künstlern beeinflusst.
Adrienne Lloyd ist die Bassistin in Hunter Valentine. Sie begann ebenfalls wie Laura ihre Musikkarriere in frühen Jahren. Sie studierte verschiedene Basstypen, insbesondere den Kontrabass.

## Diskografie

### Alben
- 2007: The Impatient Romantic
- 2010: Lessons from the Late Night
- 2012: Colide & Conquer

### EPs
- Hunter Valentine

### Singles
- Staten Island Dream Tour
- Typical

### Film
- The real l-word season 3